# Аборты в Азербайджане
Аборты в Азербайджане были разрешены 23 ноября 1955 года, когда Азербайджан входил в состав Советского Союза. Азербайджан не изменил данный закон после восстановления независимости. 
В настоящее время азербайджанское законодательство разрешает аборты по требованию беременной женщины в первые 12 недель. По истечении первых 12 недель прерывание беременности может быть сделано только по серьёзным причинам: медицинским или социальным. Аборт по медицинским показаниям может быть проведён на любом сроке беременности.
В 2014 году в Азербайджане было совершено 27 220 абортов, то есть 15,9 аборта на каждые 100 новорождённых и 13,8 аборта на 1000 женщин в возрасте 15–49 лет.

## История
Азербайджан, бывший до 1991 года частью СССР так же подпадал под действие законодательства об абортах и нормативных актов Союза Советских Социалистических Республик. В результате практика абортов в Азербайджане была такой же, как и во всём СССР.
Постановление СНК СССР от 27 июня 1936 года №1134 объявило аборты вне закона
, за исключением случаев угрозы для жизни, серьёзной угрозы здоровью или наличия серьёзного заболевания, которое могло быть унаследовано от родителей. Аборт должен был проводиться в больнице или родильном доме. Врачи, которые делали небезопасные аборты вне больницы или без наличия показаний, подлежали тюремному заключению на срок от одного до двух лет. Если аборт производился в антисанитарных условиях или лицом, не имеющим специального медицинского образования, наказание составляло не менее трёх лет лишения свободы. Лицо, которое склоняло женщину к аборту, подлежало тюремному заключению сроком на два года. Беременная женщина, сделавшая аборт, подлежала выговору и уплате штрафа в размере до 300 рублей в случае повторного правонарушения.
Указ Президиума Верховного Совета СССР "Об отмене запрещения абортов" от 23 ноября 1955 года легализовал аборты, запрещённые в 1936 году. В других постановлениях, также изданных в 1955 году, указывалось, что аборты разрешены в течение первых 12 недель беременности при отсутствии противопоказаний; аборты позднее данного срока разрешалось проводить лишь в случае, если продолжение беременности и родов может угрожать жизни матери (интерпретируется как включающее в себя нарушения развития плода). Аборт проводился в больнице врачом, и, если здоровью матери ничего не угрожало, взималась плата. Лица, незаконно сделавшие аборт, подлежали уголовному преследованию согласно Уголовному кодексу Азербайджанской ССР. Например, если аборт производился не в больнице, то могло быть назначено наказание в виде лишения свободы на срок до одного года, а если он был сделан лицом, не имеющим высшего медицинского образования, то предусматривалось наказание в виде лишения свободы на срок до двух лет. В случае повторного преступления либо смерти и серьёзного увечья беременной женщины могло быть назначено более строгое наказание в виде лишения свободы на срок до восьми лет. Женщина, сделавшая незаконный аборт, не наказывалась.
Несмотря на принятие в 1955 году указа и постановления, проблема с незаконными абортами в СССР не исчезла полностью. Отчасти это объясняется противоречивым отношением правительства к контрацепции. Несмотря на поддержку контрацепции среди граждан, правительство мало что сделало для увеличения её доступности, а в 1974 году фактически запретила широкое использование оральных контрацептивов. Отчасти причиной стало возрождение пронаталистского подхода к деторождению. Результатом стало использование абортов в качестве основного метода планирования семьи. В ответ на высокий уровень незаконных абортов правительство в 1982 году издало декрет, разрешающий аборты по состоянию здоровья на 28 неделе беременности. Условия, при которых легальные аборты были позволительны, постепенно расширялись, и в декабря 1987 года власти издали ещё один указ, устанавливающий широкий спектр социальных показаний для абортов, выполняемых до 28 недели беременности. Это были: смерть мужа во время беременности; нахождение мужа или беременной женщины в местах заключения; лишение родительских прав; многодетность (больше пяти детей в семье); развод во время беременности; беременность после изнасилования; детская инвалидность в семье. Кроме того, предусматривалось, что с согласия комиссии аборт может быть произведён и по другим причинам.
Расширение оснований для абортов после первых 12 недель беременности в сочетании с неоднозначным отношением правительства к контрацепции привело к резкому увеличению числа официально зарегистрированных абортов. К числу других причин, приведших к высокому распространению абортов, относятся: нехватка высококачественных современных контрацептивов и зависимость от менее надежных традиционных методов; недостаточная осведомлённость супружеских пар о контрацепции и пагубных последствиях частых абортов для здоровья; а также отсутствие надлежащей подготовки врачей, медсестер, учителей и других специалистов. В 1989 году доступность презервативов во всём СССР составляла лишь 11 % от спроса, внутриматочных устройств (ВМС) — 30 процентов, а таблеток — 2 процента. Данные 1990 года показывают, что в Азербайджане 6,5% всех женщин в возрасте 15-49 лет регулярно пользовались контрацептивами, 10,1% иногда пользовались контрацептивами, 41,9% не пользовались никакими методами контрацепции и 35,3% ничего не знали о контрацепции.